# Tabebuia hypoleuca
Tabebuia hypoleuca là một loài thực vật thuộc họ Bignoniaceae. Đây là loài đặc hữu của Cuba.

## Hình ảnh

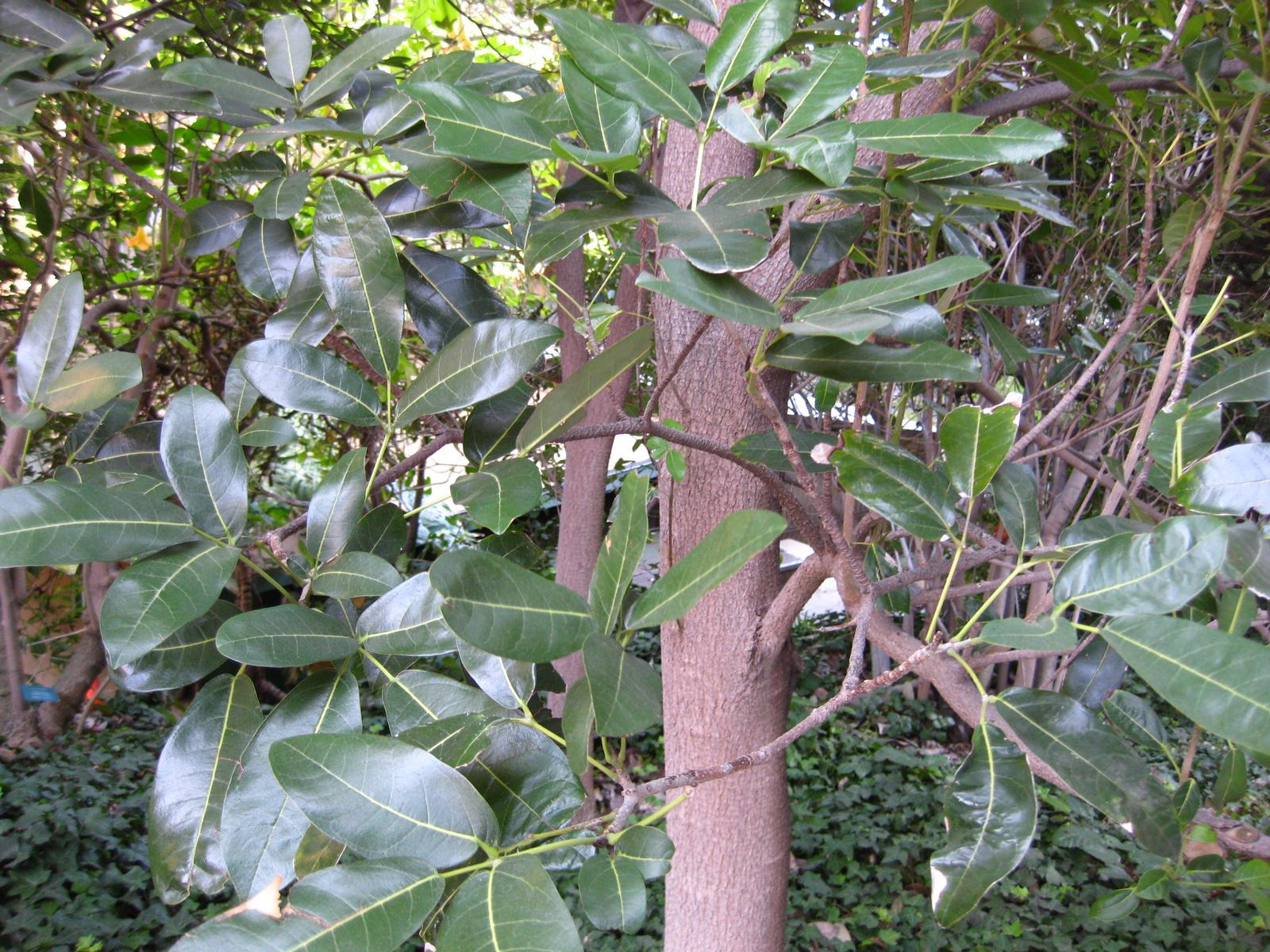
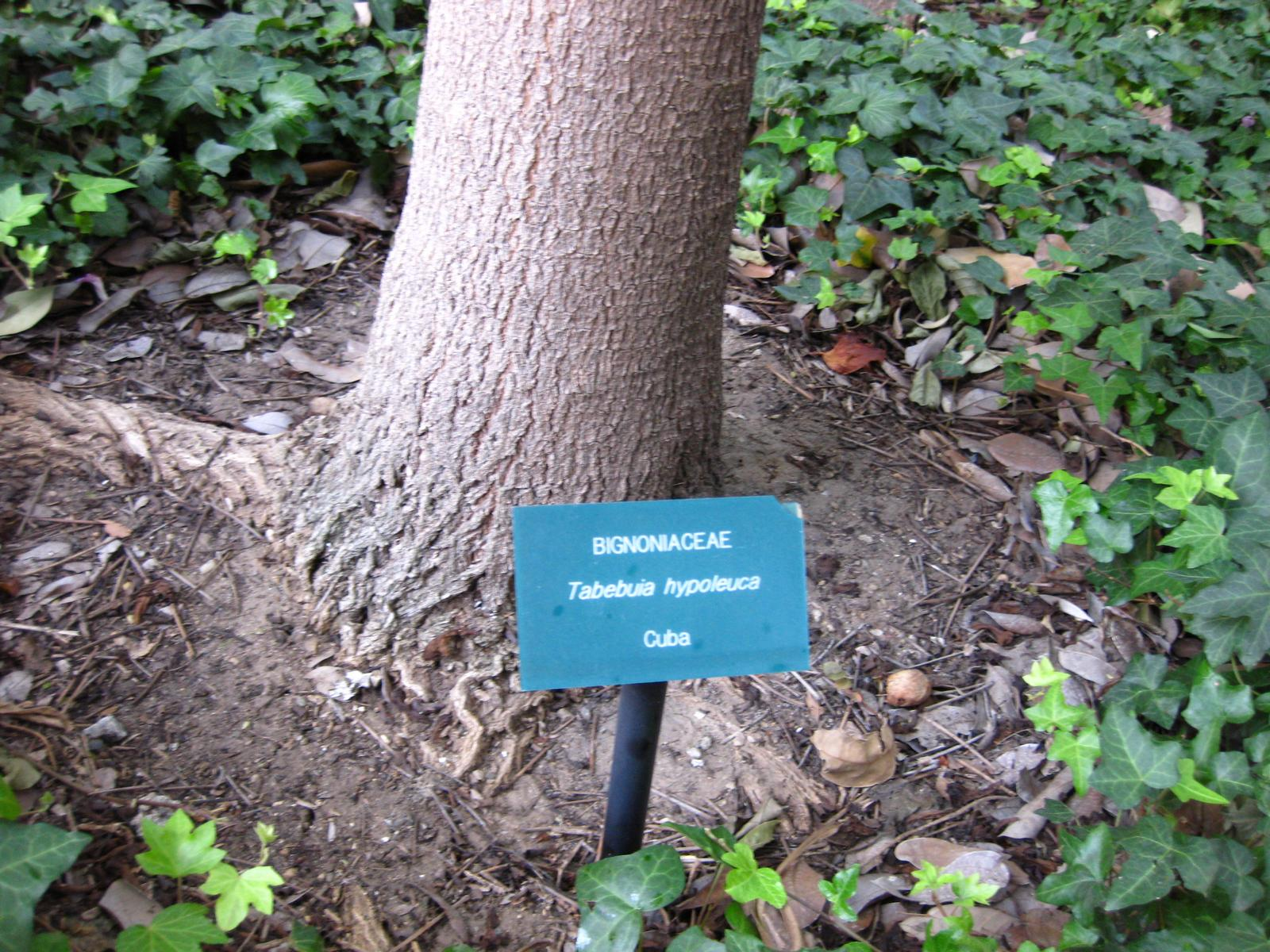